# NGC 1870
NGC 1870 is een open sterrenhoop in het sterrenbeeld Goudvis. Het hemelobject werd op 3 augustus 1826 ontdekt door de Schotse astronoom James Dunlop.

## Synoniemen
- ESO 56-SC81